# Feldekův mlýn
Feldekův mlýn v Bylanech v okrese Kutná Hora je mlýn, který stojí na potoku Bylanka pod rybníkem přibližně 500 metrů severně od obce. Je chráněn jako nemovitá kulturní památka České republiky; předmětem ochrany je budova mlýna, socha sv. Jana Nepomuckého, hospodářské stavení, stodola, ohradní zeď s vraty a pozemky areálu.

## Historie
Vodní mlýn je zmíněn roku 1715 ve druhém tereziánském katastru, který uvádí mlýn „hořejší s 1 stoupou.“ Byl v majetku kutnohorských jezuitů.
Na Bylance stálo více mlýnů, ke kterým se dochovaly dvě ručně malované barokní mapy. Na mapě z roku 1726 je Feldekův mlýn označen s poznámkou, že patřil pod báňskou správu, protože se v něm nacházely stoupy na drcení strusky a rudy. Na druhé mapě z roku 1732 je u něj poznámka „Jezuitský mlýn u obce Bilany“. Indikační skica z roku 1839 uvádí číslo popisné 71 a majitelku „Feldek Dorothea“.
Objekt není trvale obýván a chátrá.

## Popis
Dvoukřídlá patrová stavba mlýna má střídmě zdobenou fasádu a polovalbovou střechu. Před hlavním východním průčelím se nachází pískovcová socha svatého Jana Nepomuckého. Jižně od mlýnice stojí hospodářské stavení a při ulici na jihovýchodní straně stodola. Kamenná ohradní zeď s dřevěnými vraty uzavírá areál na východě.
Dochovaly se zde barokní malované stropy a stoupa, vodní kolo na vrchní vodu zaniklo.